# Gabby Hayes
George Francis "Gabby" Hayes (Wellsville, 7 de maio de 1885 – Burbank, 9 de fevereiro de 1969) foi um radialista e ator americano. É mais conhecido por suas inúmeras aparições em filmes western.

## Inicio
Seu nome completo era George Fracis Hayes. Nasceu em Wellsville, Nova Iorque, em uma família de sete filhos, dos quais ele era o terceiro. Seu pai, Clark Hayes, trabalhou em um hotel e na produção de petróleo. Sua família não tinha nenhuma relação com a atmosfera dos cowboys e, de fato, Hayes não sabia andar a cavalo. Só aos quarenta anos de idade aprendeu, por exigência do seu trabalho.
Gabby Hayes jogou beisebol semi-profissional enquanto estava na escola. Hayes fugiu de casa em 1902, aos 17 anos. Ele se juntou a uma companhia de teatro e também para ter tempo viajava com um circo. Hayes foi tão bem sucedido com essas atividades que em 1928, com 43 anos de idade, ele se retirou para viver em uma casa em Baldwin, Nova Iorque. No entanto, acabou perdendo todas as suas economias na Crise de 1929.

## Carreira

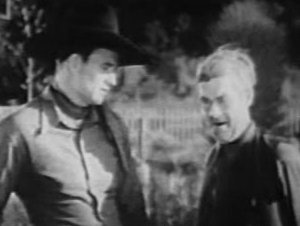
John Wayne e Gabby Hayes

Em Los Angeles, Hayes teve um encontro com o produtor Trem Carr, que gostou do seu olhar e deu-lhe trinta papéis ao longo dos seis anos seguintes. No início da carreira, Hayes foi moldado em uma variedade de papéis, incluindo vilões e, ocasionalmente, duas funções em um único filme. Ironicamente, Hayes chegou a admitir que ele nunca fora um grande fã de westerns. Hayes fez o papel de Windy Halliday, o ajudante de Hopalong Cassidy (William Boyd), entre 1935 e 1939. 
Em 1939, Hayes deixou a Paramount Pictures em uma disputa sobre o seu salário e se mudou para a Republic Pictures. Como a Paramount detivesse os direitos do nome Windy Halliday,um novo apelido foi criado para o personagem de Hayes: Gabby Whitaker. Hayes apareceu em mais de 40 filmes entre 1939 e 1946, geralmente com Roy Rogers, mas também ao lado de Gene Autry ou Wild Bill Elliott, trabalhando muitas vezes sob a direção de Joseph Kane. Hayes também foi escalado várias vezes como um ajudante de "ícones" do Western como Randolph Scott (6 vezes) e John Wayne (15 vezes). Hayes tornou-se um artista popular e aparecia constantemente entre os dez atores favoritos dos espectadores da época .
O gênero de filmes western diminuiu no final dos anos 1940 e Hayes fez a sua ultima aparição no filme The Cariboo Trail (1950). Ele se mudou para a televisão e organizou o 'Gabby Hayes Show', entre 1950 e 1954 na NBC. Quando a série terminou, Hayes se aposentou do show business Ele emprestou seu nome a uma série de quadrinhos para um acampamento de verão para crianças em Nova Iorque.

## Vida pessoal
Hayes casou-se com Olive E. Ireland em 4 de março de 1914. Ela trabalhou com o marido na vaudeville, agindo sob o nome de Dorothy Earle. Também convenceu o marido em 1929 para seguir carreira no cinema. Mudando-se para Los Angeles. Permaneceram juntos até a morte de Olive, em 5 de julho de 1957. Eles não tiveram filhos.
Após a morte de sua esposa, Hayes viveu em North Hollywood, Los Angeles, Califórnia. No início de 1969 entrou para o Hospital St. John's Burbank, Califórnia, para o tratamento de doenças cardiovasculares. Ele morreu lá em 9 de fevereiro de 1969, aos 83 anos de idade. George "Gabby" Hayes foi enterrado no Forest Lawn Memorial Park Cemetery em Los Angeles.

## Aparições nos quadrinhos

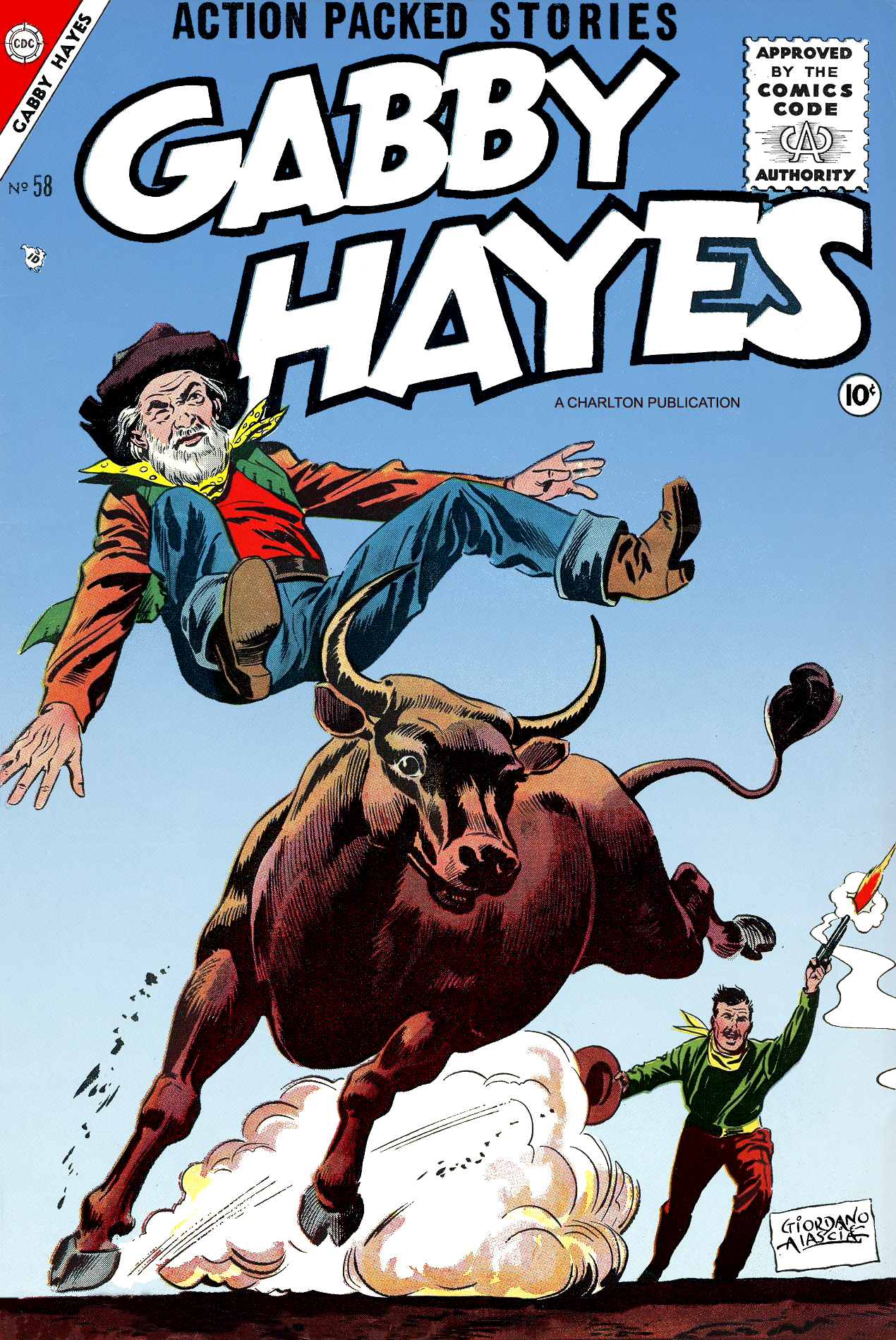
Capa de uma revista em quadrinhos de Gabby Hayes (Revista Gabby Hayes n°58 de junho de 1956)

- Gabby Hayes Adventure Comics 1 (1953. Toby Press)
- Gabby Hayes Western 1-50 (1948-1954. Fawcett Comics)
- Gabby Hayes Western 51-59 (1954-1957. Charlton Comics)
- Gabby Hayes Western 50-111 (1951-1955. L. Miller B&W, publicação de histórias da Fawcett Comics no Reino Unido)

## Prêmios
Por sua contribuição ao rádio, Gabby Hayes tem uma estrela na Calçada da Fama de Hollywood.